# Atletisme als Jocs Olímpics d'estiu de 2012 – Llançament de martell masculí
La prova del llançament de martell masculí dels Jocs Olímpics de Londres del 2012 es va disputar entre el 3 i 5 d'agost a l'Estadi Olímpic de Londres.

## Rècords
Abans de la prova els rècords del món i olímpic existents eren els següents:
| Rècord del món | Iuri Sedikh (URS)     | 86m 74cm | Stuttgart, Alemanya Occidental | 30 d'agost de 1986     |
| Rècord olímpic | Sergey Litvinov (URS) | 84m 80cm | Seül, Corea del Sud            | 26 de setembre de 1988 |

## Horaris
Tots els horaris són segons l'horari britànic (UTC+1)
| Data                         | Hora  | Ronda          |
| ---------------------------- | ----- | -------------- |
| Divendres, 3 d'agost de 2012 | 11:20 | Qualificacions |
| Diumenge, 5 d'agost de 2012  | 20:20 | Final          |

## Medallistes
| Or                   | Plata               | Bronze               |
| Krisztián Pars (HUN) | Primož Kozmus (SVN) | Koji Murofushi (JPN) |

## Resultats

### Qualificació
En la qualificació per passar a la final es demana fer un llançament de 78m 00cm (Q), o bé els 12 millors llançadors (q)
| Posició | Grup | Nom                            | #1    | #2    | #3    | Resultat | Notes |
| ------- | ---- | ------------------------------ | ----- | ----- | ----- | -------- | ----- |
| 1       | B    | Krisztián Pars (HUN)           | 77.11 | 79.37 | –     | 79.37    | Q     |
| 2       | A    | Koji Murofushi (JPN)           | 77.18 | 78.48 | –     | 78.48    | Q, SB |
| 3       | A    | Primož Kozmus (SVN)            | 78.12 | –     | –     | 78.12    | Q, SB |
| 4       | A    | Olexiy Sokyyrskiyy (UKR)       | X     | X     | 77.65 | 77.65    | q     |
| 5       | A    | Kibwe Johnson (USA)            | X     | X     | 77.17 | 77.17    | q, SB |
| 6       | A    | Kirill Ikonnikov (RUS)         | X     | 76.43 | 76.85 | 76.85    | q     |
| 7       | A    | Szymon Ziółkowski (POL)        | 76.22 | X     | 75.68 | 76.22    | q     |
| 8       | A    | Dilshod Nazarov (TJK)          | 73.90 | X     | 75.91 | 75.91    | q     |
| 9       | A    | Lukáš Melich (CZE)             | 75.88 | 75.29 | 72.49 | 75.88    | q     |
| 10      | A    | Nicola Vizzoni (ITA)           | 74.79 | 73.88 | 74.12 | 74.79    | q     |
| 11      | A    | Alexander Smith (GBR)          | 72.59 | 74.71 | 73.21 | 74.71    | q     |
| 12      | B    | Valeriy Sviatokha (BLR)        | 73.11 | 73.07 | 74.69 | 74.69    | q     |
| 13      | B    | Eivind Henriksen (NOR)         | 72.67 | X     | 74.62 | 74.62    |       |
| 14      | B    | Jerome Bortoluzzi (FRA)        | X     | 70.36 | 74.15 | 74.15    |       |
| 15      | B    | Marcel Lomnicky (SVK)          | X     | 74.00 | X     | 74.00    |       |
| 16      | B    | Javier Cienfuegos (ESP)        | X     | 63.79 | 73.73 | 73.73    |       |
| 17      | A    | Eşref Apak (TUR)               | X     | X     | 73.47 | 73.47    |       |
| 18      | B    | Ali Al-Zinkawi (KUW)           | 70.67 | 73.40 | X     | 73.40    |       |
| 19      | B    | Roberto Janet (CUB)            | 72.52 | 73.34 | 70.19 | 73.34    |       |
| 20      | B    | Dzmitry Marshin (AZE)          | 72.06 | X     | 72.85 | 72.85    |       |
| 21      | A    | Igors Sokolovs (LAT)           | X     | 71.77 | 72.76 | 72.76    |       |
| 22      | B    | Kaveh Mousavi (IRN)            | 67.25 | 71.42 | 72.70 | 72.70    |       |
| 23      | B    | Aleksey Zagornyi (RUS)         | 71.02 | 72.52 | X     | 72.52    |       |
| 24      | A    | Quentin Bigot (FRA)            | 69.22 | 68.17 | 72.42 | 72.42    |       |
| 25      | B    | A. G. Kruger (USA)             | X     | 72.13 | X     | 72.13    |       |
| 26      | B    | David Söderberg (FIN)          | X     | 71.26 | 71.76 | 71.76    |       |
| 27      | B    | Lorenzo Povegliano (ITA)       | 71.55 | 68.77 | X     | 71.55    |       |
| 28      | A    | Pavel Kryvitski (BLR)          | 71.49 | X     | X     | 71.49    |       |
| 29      | A    | Mostafa Al-Gamel (EGY)         | X     | 70.23 | 71.36 | 71.36    |       |
| 30      | A    | Andras Haklits (CRO)           | X     | 70.61 | X     | 70.61    |       |
| 31      | A    | Serghei Marghiev (MDA)         | 67.17 | 67.32 | 69.76 | 69.76    |       |
| 32      | B    | Nicolas Figère (FRA)           | 69.74 | X     | X     | 69.74    |       |
| 33      | B    | Constantinos Stathelakos (CYP) | 69.65 | X     | X     | 69.65    |       |
| 34      | A    | Oleksandr Dryhol (UKR)         | X     | 68.02 | 69.57 | 69.57    |       |
| 35      | B    | Mergen Mamedov (TKM)           | 68.39 | 66.99 | 67.23 | 68.39    |       |
| 36      | B    | Juan Ignacio Cerra (ARG)       |       |       | 68.20 | 68.20    |       |
| 37      | A    | Alexandros Papadimitriou (GRE) | X     | 66.91 | 67.19 | 67.19    |       |
| 38      | A    | Suhrob Khodjaev (UZB)          | 65.88 | 64.74 | X     | 65.88    |       |
| –       | B    | Paweł Fajdek (POL)             | X     | X     | X     | NM       |       |
| –       | B    | Artem Rubanko (UKR)            | X     | X     | X     | NM       |       |
| –       | B    | James Steacy (CAN)             | X     | X     | X     | NM       |       |

### Final
| Posició | Atleta                   | 1     | 2     | 3     | 4     | 5     | 6     | Resultat | Notes |
| ------- | ------------------------ | ----- | ----- | ----- | ----- | ----- | ----- | -------- | ----- |
| Or      | Krisztián Pars (HUN)     | 79.14 | 78.33 | 80.59 | 79.70 | 79.28 | 78.88 | 80.59    |       |
| Argent  | Primož Kozmus (SVN)      | 78.97 | X     | X     | X     | 79.36 | 78.59 | 79.36    | SB    |
| Bronze  | Koji Murofushi (JPN)     | X     | 78.16 | 78.71 | 78.09 | 77.12 | 76.47 | 78.71    | SB    |
| 4       | Olexiy Sokyyrskiyy (UKR) | 76.51 | 78.25 | X     | X     | X     | 76.99 | 78.25    |       |
| 5       | Kirill Ikonnikov (RUS)   | 77.86 | X     | 77.81 | 74.60 | X     | 77.46 | 77.86    |       |
| 6       | Lukáš Melich (CZE)       | 76.73 | 75.67 | 77.17 | 76.28 | 18.90 | X     | 77.17    |       |
| 7       | Szymon Ziółkowski (POL)  | 75.69 | 74.95 | 76.30 | 76.88 | 77.10 | 75.86 | 77.10    |       |
| 8       | Nicola Vizzoni (ITA)     | 75.75 | 75.84 | 75.41 | 76.07 | 75.79 | X     | 76.07    |       |
| 9       | Kibwe Johnson (USA)      | 73.31 | 74.95 | X     | N/D   | N/D   | N/D   | 74.95    |       |
| 10      | Dilshod Nazarov (TJK)    | 70.00 | 70.88 | 73.80 | N/D   | N/D   | N/D   | 73.80    |       |
| 11      | Valeriy Sviatokha (BLR)  | 73.13 | 72.78 | 72.42 | N/D   | N/D   | N/D   | 73.13    |       |
| 12      | Alexander Smith (GBR)    | 69.74 | 72.87 | 71.47 | N/D   | N/D   | N/D   | 72.87    |       |

SB - Millor marca personal de la temporada